# Condylostylus pruinosus
Condylostylus pruinosus är en tvåvingeart som först beskrevs av Daniel William Coquillett 1904.  Condylostylus pruinosus ingår i släktet Condylostylus och familjen styltflugor. Inga underarter finns listade i Catalogue of Life.